# LGBT práva na Mauriciu
LGBT (lesby, gayové, bisexuálové a translidé) práva na Mauriciu jsou právně komplikovaná a nejasná. Přestože jsou zdejší zákony ve vztahu k homosexualitě a genderové identitě neutrální, tak sodomie je nezákonná. Mauricius je jedním z 66 signatářů Deklarace OSN o ochraně jiných sexuálních orientací a genderových identit. Ačkoli nemají stejnopohlavní svazky žádný právní status, tak LGBT komunitu brání před diskriminací ústavní zákony garantující individuální právo na soukromý život.

## Zákony týkající se stejnopohlavní sexuální aktivity
Neoficiální překlad sekce 250 mauricijského trestního zákona z r. 1838 říká: "Kdo se dopustí sodomie, bude potrestán odnětím svobody v maximální délce trvání pěti let."

## Diskriminace
Zákon o rovných příležitostech (The Equal Opportunities Act) z r. 2008 zakazuje zaměstnavatelům propouštět zaměstnance na základě jejich sexuální orientace, jíž je myšlená jak homosexualita (včetně ženské), tak i bisexualita a heterosexualita.

## Adopce dětí
Podle zprávy z r. 2006 mohou osvojit dítě jak manželské páry, tak i svobodní jednotlivci. LGBT osoby nejsou z adopce diskvalifikovány.
Na webových stránkách francouzské vlády je uvedeno, že osvojitelem dítěte se může stát buď manželský pár (muž a žena) nebo svobodná osoba. To, zda lze LGBT komunitu z adopce vyloučit, není potvrzené, ani vyvrácené.

## LGBT organizace
Na Mauriciu fungují čtyři organizace cílící na LGBT komunitu: Collectiv Arc en Ciel, Young Queer Alliance, Association VISA G a Pils.
Collectiv Arc en Ciel ("Duhový kolektiv"), založený v r. 2005, je hlavní a největší organizací sdružující mauricijsku LGBT komunitu. Skupina stála za organizací prvního pochodu gay pride v r. 2016, jehož se zúčastnilo více než 1200 lidí. Jejím předmětem činnosti je boj s homofobií a diskriminací jiných sexuálních orientací prostřednictvím kampaní a podpůrných programů pro LGBTQI mládež.
Young Queer Alliance, založená 1. září 2014, se zaměřuje na mauricijskou LGBTQI mládež. Kromě funkce shromažďovací má i politickou – aktivismus a boj s homofobií a homofobní diskriminací.
Pils, založená v r. 1996, je centrem pro jednotlivce s HIV/AIDS, a taktéž jedním z činitelů na poli prevence HIV/AIDS a podpůrných programů pro infikované.

## Jiné LGBT iniciativy
Některé iniciativy indikují vzrůstající akceptaci LGBT komunity na Mauriciu:
Moments.mu, založená v r. 2014, je první cestovní kanceláří cílící na LGBT klientelu.

## Souhrnný přehled
| Legální stejnopohlavní styk                                                             | (Anál sex je stále ilegální a lze za něj uložit až 5 let vězení) |
| Stejný věk legální způsobilosti k pohlavnímu styku pro obě orientace                    | Yes                                                              |
| Anti-diskriminační zákony v zaměstnání                                                  | (2008)                                                           |
| Anti-diskriminační zákony v přístupu ke zboží a službám                                 | (2012)                                                           |
| Anti-diskriminační zákony v ostatních oblastech (homofobní urážky, zločiny z nenávisti) | No                                                               |
| Stejnopohlavní manželství                                                               | (Navrženo)                                                       |
| Jiná forma stejnopohlavního soužití                                                     | (Navrženo)                                                       |
| Adopce dítěte partnera                                                                  | (Navrženo)                                                       |
| Společná adopce dětí stejnopohlavními páry                                              | (Navrženo)                                                       |
| Homosexuálové smějí otevřeně sloužit v armádě                                           | (Bez armády)                                                     |
| Možnost změny pohlaví                                                                   | No                                                               |
| Přístup k umělému oplodnění pro lesbické ženy                                           | Yes                                                              |
| Náhradní mateřství pro gay páry                                                         | (Přezkoumává se)                                                 |
| MSM smějí darovat krev                                                                  | Yes                                                              |